# Bickleigh Barracks
Bickleigh Barracks est une installation militaire du Royal Marines à Bickleigh dans le district de South Hams (comté de Devon), actuellement utilisée par le 42 Commando (en).

## Historique
La caserne a été construite par W. & C. French (en) et achevée au début de 1940 pendant la Seconde Guerre mondiale. En 1950, le Commando School Royal Marines qui avait été formé à Achnacarry pendant la guerre et qui avait déménagé à Gibraltar Barracks à Towyn après la guerre, a déménagé dans la caserne de Bickleigh. L'école Commando a déménagé à Lympstone en février 1960 et la caserne est devenue la base du 42ème Commando en 1971.